# グレアム・ソールズベリー
グレアム・ソールズベリー（Graham Salisbury、1944年4月11日生まれ、小説が「グレアム・ソールズベリー」名義で出版されている）はアメリカの児童文学作家。代表作は、第二次世界大戦中の日系アメリカ人の少年とその家族を主人公にした歴史小説『その時ぼくはパールハーバーにいた（Under the Blood Red Sun）』。またの名をサンディ・サリスベリー（Sandy Salisbury、ミュージシャンとしては「サンディ・サリスベリー」名義で販売されている。）と言い、1960年代後半にポップ・ミュージシャンとして活躍し、特にザ・ミレニウムのメンバーとして知られる。

## バイオグラフィー
サリスベリーはフィラデルフィアで生まれ、ハワイで育ち、オアフ島のカイルアに住んでいた。その後、ハワイのカムエラにあるハワイ・プレパラトリー・アカデミーに通った
サリスベリーは1960年代後半に活躍したソングライター、ミュージシャンで、カート・ベッチャーとの交流でよく知られている。べッチャーのグループ、ザ・ボールルーム（1966年のアルバムは2001年まで未発表）とザ・ミレニウムのメンバーとして活動した後、ベッチャーのプロデュースでゲイリー・アッシャーのレーベル、トゥギャザー・レコードからソロ活動を開始した。
彼はアソシエイション、ポール・リヴィア&ザ・レイダーズ、トミー・ロウなど数多くのバンドのヒット・レコーディングに参加した。
ザ・ミレニウムの唯一のアルバム『Begin』では、ギターを弾き、歌い、自作曲『5 A.M.』を提供している。
アルバムと数枚のシングルがリリースされたものの、『ビギン』のレコーディングには前代未聞の費用がかかり、さらにアルバムの内容が難解で、CBSレコードはこのプロジェクトを敬遠し、プロモーションを躊躇。このアルバムは、日本の熱狂的ファンによって再発見され、カルト的な名盤に成長するまでの間、売上は低迷し、何年も姿を消していた。
1975年から76年にかけて、「サンディ 」はイタリアのベルガモでモンテッソーリ初等教育を学んでいた。末日聖徒イエス・キリスト教会の信徒会に参加し、そこで友人たちとイタリア語で話していた。最終試験で、ある質問に緊張した彼は、試験官から「どうしますか」と聞かれた。別の問題やデモンストレーションが出題されるとは思わなかった彼は、ギターを弾いている方がましだと答えている。彼はユタに戻り、結婚した。
2000年代初頭には、1960年代後半のソロアルバムのリリースなど、彼の作品のコンピレーションが出始めた。
現在はいくつかの仕事を経て、本名「グレアム・ソールズベリー」の名前で児童小説を書いている。また、散発的ではあるが、「Little Johnny Coconut」名義で音楽活動も再開している。
2014年、代表作の『その時ぼくはパールハーバーにいた』が映画化した（日本未公開）。
オレゴン州レイク・オスウィーゴに家族とともに住んでいる。

## 書籍
- Blue Skin of the Sea: a novel in stories (Delacorte Press/Dell, 1992)
- その時ぼくはパールハーバーにいた　徳間書店 (1998) ISBN 978-1-135-87921-1 Under the Blood Red Sun (Delacorte, 1994)
- Shark Bait (Delacorte, 1997)
- Jungle Dogs (Delacorte, 1998)
- Lord of the Deep (Delacorte, 2001)
- Island Boyz: short stories (Wendy Lamb Books/Random House, 2002)
- Bad Day for Baseball, in Shattered: Stories of Children and War, ed. Jennifer Armstrong (Laurel Leaf/Dell, 2003) ISBN 0-440-23765-3
- Night of the Howling Dogs (Wendy Lamb, 2007)
- Eyes of the Emperor (Wendy Lamb, 2005)
- House of the Red Fish (Wendy Lamb, 2006)
- Hunt for the Bamboo Rat (Wendy Lamb, forthcoming September 2014)

### カルヴィン・ココナッツ
ソールズベリー作、ジャクリーン・ロジャーズ絵の児童小説で、主にハワイを舞台とし、ランダム・ハウスの出版社ウェンディ・ラム・ブックスから出版されている。
- Calvin Coconut: Trouble Magnet (2009)
- Calvin Coconut: Zippy Fix (2009)
- Calvin Coconut: Dog Heaven (2010)
- Calvin Coconut: Zoo Breath (2010)
- Calvin Coconut: Hero of Hawaii (2011)
- Calvin Coconut: Kung Fooey (2011)
- Calvin Coconut: Man Trip (2012), volume 7, 133 pp. – Calvin is in the fourth grade OCLC 815735050
- Calvin Coconut: Rocket Ride (2012)
- Calvin Coconut: Extra Famous (2013)

## ディスコグラフィー
サンディ・サリスベリーとして
- Sandy (2001, Sonic Past Music)
- The Millennium (1999, Tyler Sorenson Recording Studio)
- Falling to Pieces (2002, Rev-Ola)
- Everything For You (2004, Dreamsville Records)
- Catchy (2006, CD Baby)

Little Johnny Coconut名義
- I Love Sunshine Pop (2010, Sonic Past Music)
- Rocket Ride (2012, Sonic Past Music)